# Benthonella nisonis
Benthonella nisonis är en snäckart som beskrevs av Dall 1889. Benthonella nisonis ingår i släktet Benthonella och familjen Rissoidae. Inga underarter finns listade i Catalogue of Life.